# Chiesa della Dormizione (Nižnij Novgorod)
La chiesa della Dormizione (in russo Церковь Успения Пресвятой Богородицы?) è una chiesa di Nižnij Novgorod, in Russia. Insieme alla chiesa dell'Ascensione ed alla chiesa di San Sergio fa parte del complesso vescovile. È classificata come oggetto del patrimonio culturale di importanza federale.

## Storia e descrizione

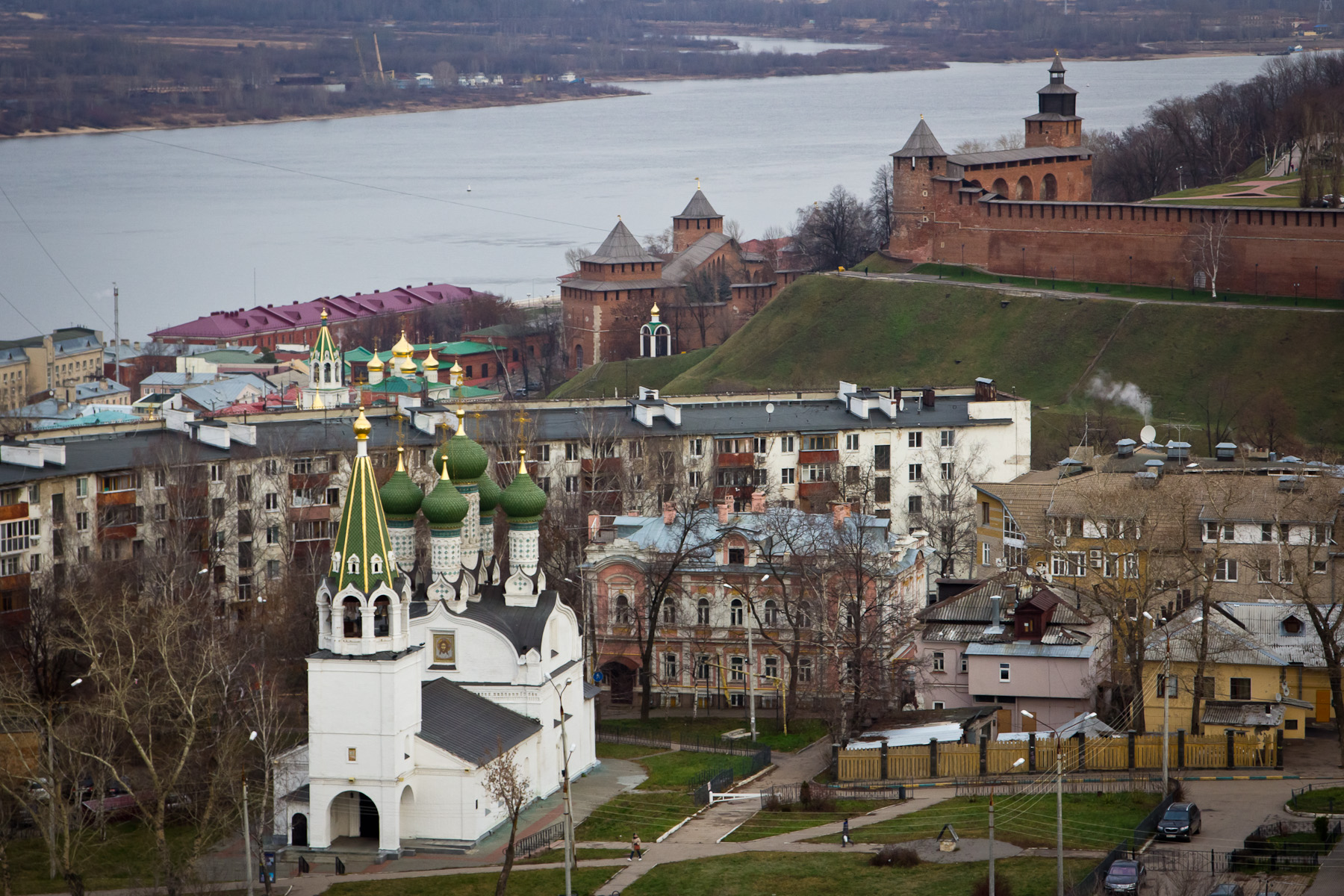
Vista da lontano

In un documento dello zar Vassili IV, datato 1606, si fa riferimento ad un monastero in legno sito presso il luogo in cui sorge l'attuale chiesa. Altre menzioni alla struttura risalgono al 1621. La costruzione della chiesa in pietra dedicata alla ricorrenza della Dormizione di Maria avvenne per iniziativa del mercante Afanasij Olisov. Egli fornì i fondi necessari per i lavori prima di partire per Astrachan' nel 1670. La chiesa fu ultimata nel 1672.
Nel 1715 l'edificio fu profondamente danneggiato da un incendio. I lavori di restauro non furono sufficienti e la chiesa cadde in disuso. Nel corso del XIX secolo subì vari interventi architettonici che ne alterarono l'aspetto originario. Nel 1934 furono distrutti anche il refettorio ed il campanile. Tra il 1965 ed il 1967 furono avviati nuovi interventi di restauro.
Nel 2003 fu riconsacrato l'altare maggiore e un anno dopo furono ricostruiti il refettorio ed il campanile. Anche gli interni dell'edificio subirono importanti operazioni di recupero. Il 29 luglio 2004 l'arcivescovo Georgij Danilov celebrò il solenne rito di consacrazione.
Negli ultimi anni la chiesa è stata arricchita dalla presenza di numerose icone, tra cui quelle del Santo Volto del Salvatore, dell'Arcangelo Michele, di San Sergio di Radonež e del gran principe Jurij II, fondatore della città nel 1221. Il monastero Vysockij ha inoltre donato alla chiesa l'icona mariana del Calice inesauribile. All'interno dell'edificio sono conservate anche alcune reliquie di Santa Barbara, di Sant'Innocenzo d'Alaska e di San Filarete.